# Рекреація
Рекреація, активний відпочинок (лат. recreatio — відновлення) — це система заходів, пов'язана з використанням вільного часу людей для їхьої оздоровчої, культурно-ознайомчої та спортивної діяльності на спеціалізованих територіях, які розміщені поза їхнім постійним помешканням.
Рекреація охоплює всі види відпочинку. Відновлення здоров'я і працездатності шляхом відпочинку на лоні природи, або під час туристичної поїздки з відвіданням національних парків, архітектурних пам'яток, музеїв.

## Походження терміна
Слово «рекреація» має латинське походження «recreatio»;
- «creatio» — створення, вироблення;
- «re» — вказує на повторення дії.

Отже, «рекреація» це «відтворення» знову того що вже було (і для уточнення «чого вже нема цілком, чи в більшості»). У латинській мові слово «Creator» означає «Творець», у розумінні «Того, хто створив природу і здібності (н.п. до мистецтва) людини». Отож, коли йдеться про рекреацію, правильніше значення цього терміна є «відтворювати» наприклад природний стан забрудненої річки, або екосистему з тваринами у ній, чи розвалений парк архітектури збудованим вже не Творцем, а працьовитою людиною, чи емоційні та інтелектуальні сили людини. Рекреаційним заняттям вважають активний відпочинок, гру на природі, чи улюблене заняття.
В понятті «рекреація у спеціально відведених ділянках» і понятті «рекреація для відтворення природного середовища, культури (н.п. способом реставрації архітектурних споруд)». Рекреація як «відпочинок у кінці тижня» і рекреація як "оздоровлення з відбудови навколишнього середовища (культурно важливих місцевостей, монументів, структур).

## Основні напрямки
В поняття рекреація включають:
- розширене відтворення фізичних, інтелектуальних та емоційних сил та етикету способом очищення, відновлення та будування природного середовища (річки, парку, лісу, ландшафтного феномену, заповідника);
- розширене відтворення фізичних, інтелектуальних та емоційних сил та етикету способом збереження місцевостей з культурно важливим значенням (пам'ятки архітектури, археологічної ділянки);
- будь-яка гра, розвага, яка використовується для відновлення фізичних та розумових сил;
- найбільший сегмент індустрії дозвілля, що швидко розвивається, зв'язаний з участю населення в активному відпочинку на відкритому повітрі, проводиться переважно на вік-енд (у вихідні та святкові дні);
- перебудова організму і людських популяцій, що забезпечують можливість активної діяльності за різних умов характеру і змін навколишнього середовища;
- цивілізований відпочинок, що забезпечується різними видами профілактики захворювань в стаціонарних умовах екскурсійно-туристичними заходами, в процесі занять фізичними вправами.

Розрізняють:
- Короткотермінову рекреацію (з поверненням на ночівлю в постійне місце проживання);
- Тривалу.